# Jan Żyznowski

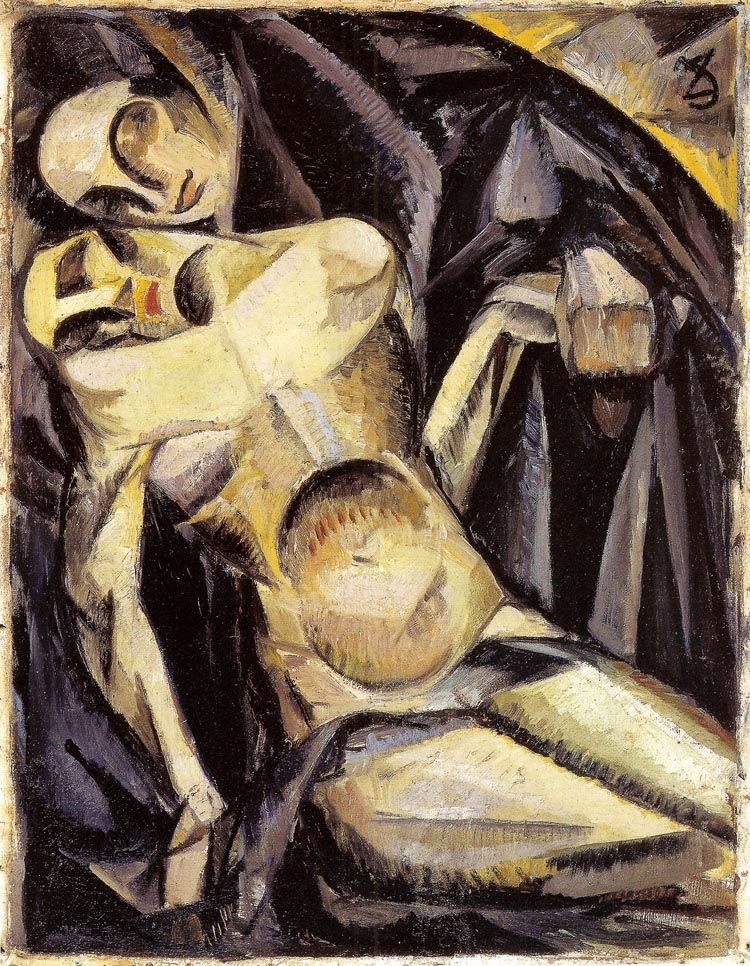
Pieśń (chant) 1920.

Jan Marceli Żyznowski (né à Varsovie en 1889, mort le 15 juillet 1924 à Villejuif) est un peintre et écrivain polonais.

## Biographie
Il séjourne à Paris lorsque éclate la Première Guerre mondiale. Avec d'autres compatriotes polonais, il s'engage pour se battre aux côtés de la France. Il sera à l'origine du drapeau de la Légion des Bayonnais.
Gravement malade en 1924, il supplie depuis son lit d'hôpital à l'hôpital Paul-Brousse de Villejuif sa fiancée Stanisława Umińska d'abréger ses souffrances. Il meurt euthanasié d'un coup de revolver dans la bouche le 15 juillet 1924.

## Œuvres
- Dla Polski pod Joffrem. Wspomnienia legionisty (1916)
- Zbiór nowel (1916)
- Krwawy strzęp (1923)
- Kamienie ugorne (1924)
- Z podglebia (1925)
- Przestępstwo (1927, posthume)